# Casa da Música

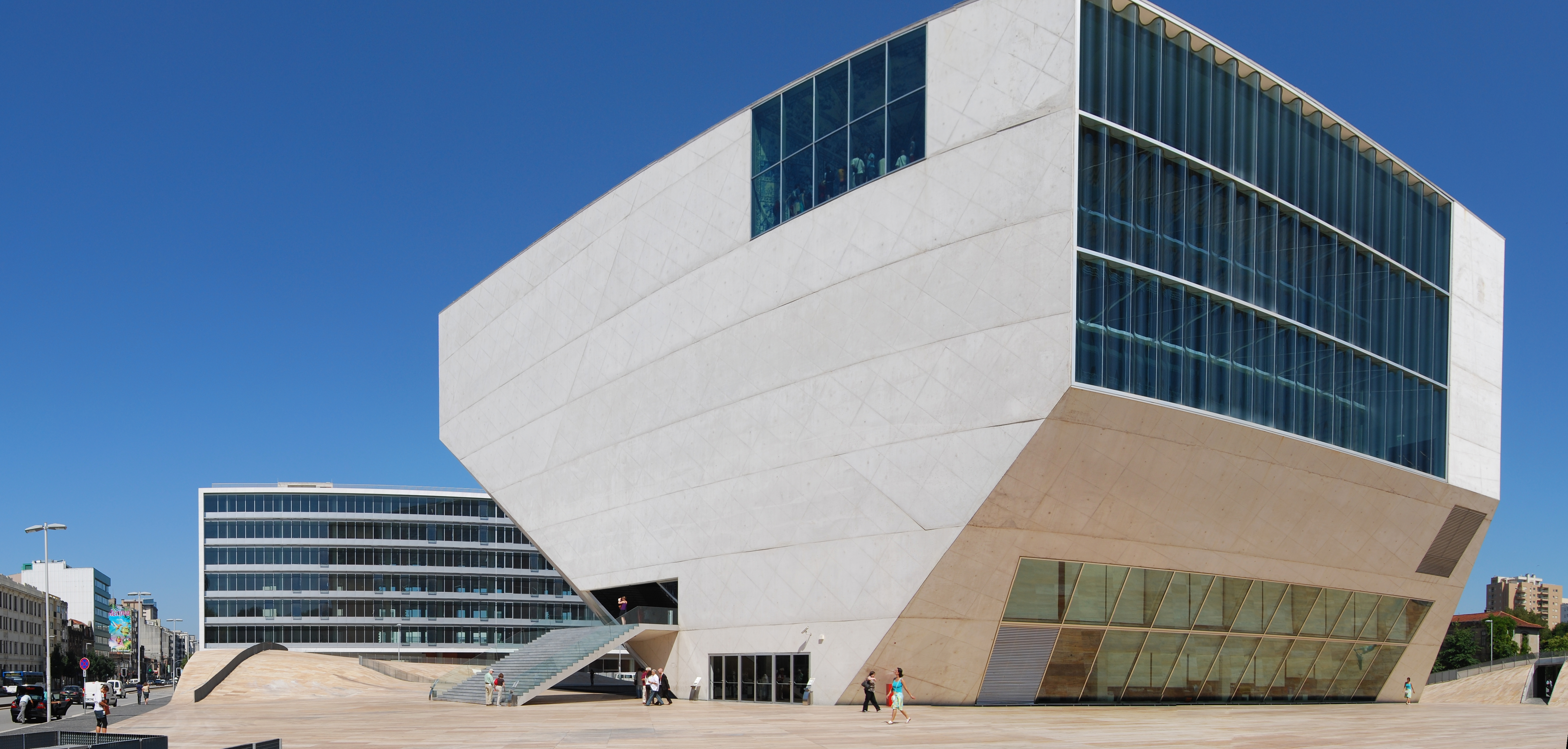
Vista panorâmica do exterior

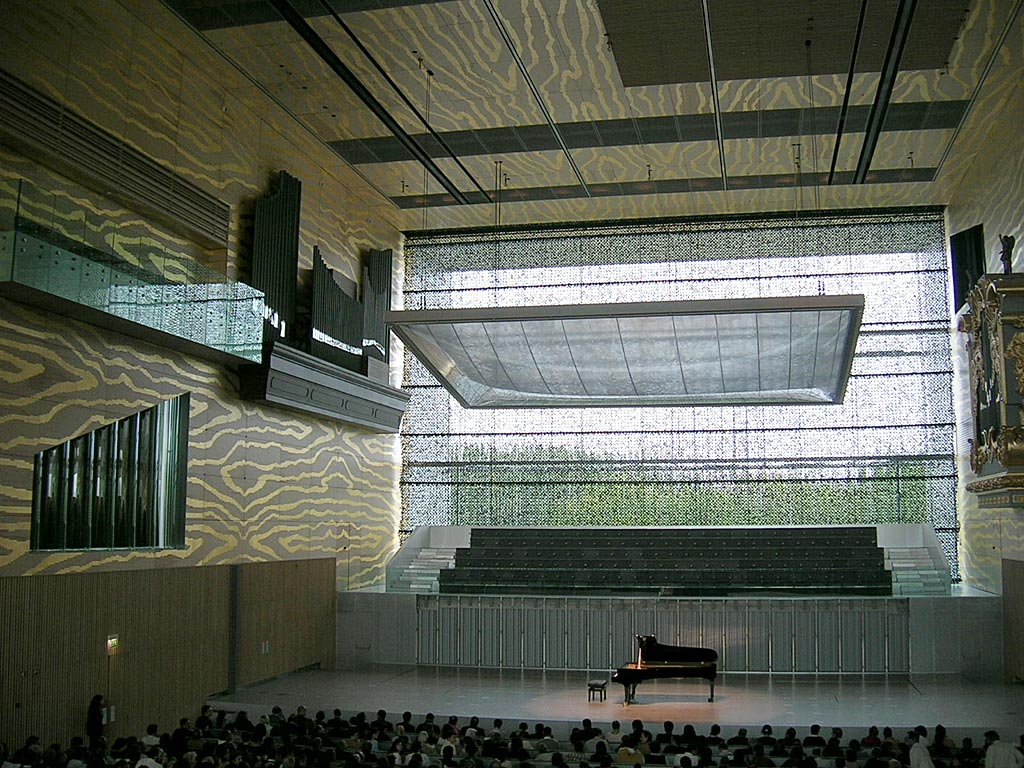
Vista interior do auditório

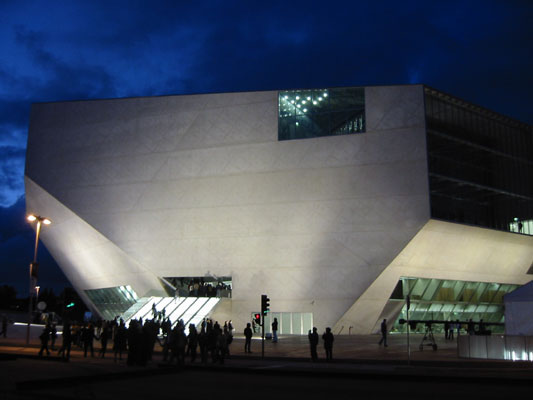
Casa da Música, na noite da inauguração

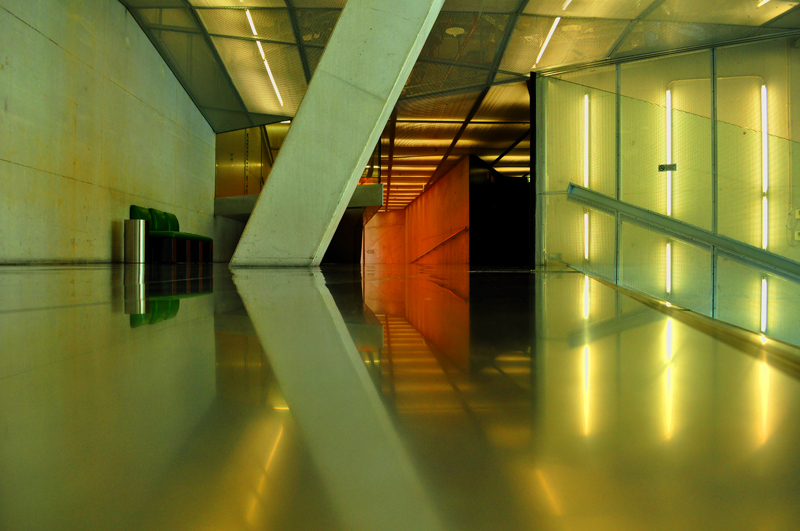
Casa da Música (interior)

A Casa da Música é a uma sala de concertos e a segunda maior da cidade, localizada na Avenida da Boavista, no Porto, em Portugal. Foi projetada pelo arquiteto holandês Rem Koolhaas, como parte do evento Porto Capital Europeia da Cultura em 2001 (Porto 2001).

A construção só ficou concluída em 2005, transformando-se imediatamente num ícone da cidade.
Embora o concerto do dia de abertura ocorresse no dia 14 com os Clã e Lou Reed, o espaço só foi inaugurado no dia 15 de abril de 2005, pelo presidente da República Jorge Sampaio. O primeiro-ministro, políticos e a sociedade do Porto estiveram presentes para o concerto, dado pela Orquestra Nacional do Porto.

## Construção
A Casa da Música foi construída junto da Praça de Mouzinho de Albuquerque. O lugar onde foi construído o atual edifício era antes usado para recolha e reparação de carros elétricos que circulavam pela cidade do Porto. 
O custo inicial previsto para a construção, excluindo o valor dos terrenos, era de 33 milhões de euros, acabando por custar 111,2 milhões de euros e ficando concluída quatro anos depois do prazo inicial previsto.
Em Julho de 1999, quando arrancaram os trabalhos preparatórios, o objetivo oficial ainda era o de que a Casa da Música abrisse as portas em Dezembro de 2001, a tempo de coincidir com o final da Capital Europeia da Cultura. Acabou por ser inaugurada em Abril de 2005, mas os trabalhos só foram totalmente encerrados em Maio do ano seguinte.
A construção do edifício trouxe novos desafios à engenharia, de maneira a conseguir a forma geométrica ímpar que o edifício tem. Os trabalhos de engenharia estiveram a cargo das empresas Ove Arup, em Londres, em conjunto com Afassociados, no Porto.

## Reação crítica
A arquitetura do edifício foi aclamada internacionalmente. Nicolai Ouroussoff, crítico de arquitetura do New York Times, classificou-o como “o projecto mais atraente que o arquitecto Rem Koolhaas já alguma vez construiu” e como “um edifício cujo ardor intelectual está combinado com a sua beleza sensual”. Compara-o também “ao exuberante projeto” do Museu Guggenheim Bilbao do arquiteto Frank Gehry em Bilbao, Espanha. “Olhando apenas o aspeto original do edifício, verifica-se que esta é uma das mais importantes salas de espetáculos construída nos últimos 100 anos”, comparando-o à sala de espetáculos Walt Disney Concert Hall, em Los Angeles e ao auditório da "Berlim Philharmonic".

## Funcionalidade do edifício
A Casa da Música possui dois auditórios principais, embora outras áreas do edifício possam ser adaptadas para concertos ou espectáculos (oficinas, atividades educacionais, etc.).
- A Sala Suggia tem uma capacidade inicial de 1 238 lugares, mas pode variar de acordo com a ocasião.
- A Sala 2 é flexível, não sendo publicitado um número fixo de lugares, embora possa ser definida uma média de 300 lugares sentados e 650 lugares de pé, dependendo do tamanho e da localização do palco, da disposição das cadeiras, da presença e do tamanho do equipamento de som e de gravação, etc..
- Restaurante Casa da Música - No Restaurante  pode apreciar uma cozinha com assinatura de autor, inspirada no mundo,  confecionada com ingredientes de qualidade e a preços convidativos. Neste momento, o Restaurante Casa da Música encontra-se encerrado.